# سرعت پیشانی
در فیزیک، سرعت پیشانی، سرعتی است که با آن اولین خیز یک پالس بالای صفر به جلو حرکت می‌کند.
در ریاضیات از آن برای توصیف سرعت یک جبهه در حال انتشار در حل معادله دیفرانسیل جزئی هذلولی استفاده می‌شود.

## سرعت‌های مختلف
چندین سرعت مختلف با انتشار یک اغتشاش مرتبط است. برای قطعیت، یک موج حامل الکترومغناطیسی مدوله‌شده با دامنه را در نظر بگیرید. سرعت فاز، سرعت موج حامل زیرین است. سرعت گروه سرعت مدولاسیون یا پوش است. در ابتدا تصور می‌شد که سرعت گروه با سرعتی که اطلاعات در آن حرکت می‌کند منطبق است. با این حال، به نظر می‌رسد که این سرعت می‌تواند در برخی شرایط از سرعت نور فراتر رود و با تضاد ظاهری با نظریه نسبیت باعث سردرگمی شود. این مشاهدات منجر به در نظر گرفتن این شد که چه چیزی یک سیگنال است.
طبق تعریف، یک سیگنال شامل اطلاعات جدید یا عنصری «غیر منتظره» است که نمی‌توان آن را از حرکت موج در زمان قبلی پیش‌بینی کرد. یک شکل ممکن برای یک سیگنال (در نقطه انتشار) این است:{\displaystyle f(t)=u(t)sin\omega t\,}که در آن u(t) تابع پله‌ای هویساید است. با استفاده از چنین شکلی برای یک سیگنال، می‌توان آن را نشان داد، مشروط به این شرط (مورد انتظار) که ضریب شکست هر محیطی به یک میل کند همان‌طور که فرکانس به سمت بی‌نهایت می‌رود. که ناپیوستگی موج، که پیشانی نامیده می‌شود، با سرعت کمتر یا مساوی سرعت نور c در هر محیطی منتشر می‌شود. در واقع، اولین ظاهر پیشانی یک اغتشاش الکترومغناطیسی (پیش‌ساز) با سرعت پیشانی حرکت می‌کند که c است، صرف نظر از اینکه چه محیطی داشته باشد. با این حال، فرایند همیشه از دامنه صفر شروع می‌شود و افزایش می‌یابد.